# Neda Ukraden
Neda Ukraden, cyr. Неда Украден (ur. 16 sierpnia 1950 w Imotskim) – bośniacka piosenkarka pochodzenia serbskiego.

## Życiorys
Córka Dušana i Anđeliji. Urodziła się w mieście Imotski, ale dzieciństwo i młodość spędziła w Sarajewie. Ukończyła studia prawnicze i anglistyczne na Uniwersytecie Sarajewskim. W 1992, po wybuchu wojny w Bośni, przeniosła się wraz z rodziną do Belgradu, gdzie obecnie mieszka. Jest właścicielką restauracji Star (Gwiazda) w Belgradzie.
Występy na scenie rozpoczęła w wieku 17 lat, stając się jedną z najbardziej rozpoznawalnych piosenkarek jugosłowiańskich. W swoim dorobku twórczym ma 30 płyt długogrających. Cztery z nich zyskały status platynowych.
W życiu prywatnym była mężatką (mąż Milan Bilbija zm. 2013), ma córkę Jelenę.

## Dyskografia
- 1969: Sve što moje srce zna (singiel, Yugoton)
- 1975: Srce u srcu (RTV Ljublana)
- 1976: Ko me to od nekud doziva (Yugoton)
- 1977: Nedine najljepše pjesme (RTV Ljublana)
- 1978: Neda (Diskoton)
- 1981: Čuje se glas
- 1982: To mora da je ljubav (Yugoton)
- 1984: Oči tvoje govore (Yugoton)
- 1985: Hoću tebe (Yugoton)
- 1986: Šaj, šaj (Diskoton)
- 1987: Došlo doba da se rastajemo (Yugoton)
- 1988: Posluži nas srećo (Yugoton)
- 1990: Poslije nas (Diskoton)
- 1993: Jorgovan (PGP RTS)
- 1995: Između ljubavi i mržnje (PGP RTS)
- 1996: Ljubavi žedna (PGP RTS)
- 2001: Nova Neda (Grand Production)
- 2004: Za sva vremena (Grand Production)
- 2006: Oduži mi se poljupcima (Grand Production)
- 2009: Da se nađemo na pola puta (City Records)
- 2010: Radujte se prijatelji (Hit Records)
- 2012: Biti svoja (Hit Records)
- 2013: Najljepše ljubavne pjesme